# Vua Kojata
Vua Kojata hay Hoàng tử không mong đợi (The Unlooked for Prince) hay Hoàng tử Unazed là một câu chuyện cổ tích của người Slav. Tác giả là Andrew Lang, nó bao gồm phiên bản tiếng Nga King Kojata, trong Cuốn sách cổ tích màu xanh. AH Wratislaw đã sưu tầm một biến thể của câu chuyện Hoàng tử không mong đợi của Ba Lan trong quyển Sáu mươi câu chuyện dân gian của mình từ Nguồn tiếng Slavonic độc quyền, số 17. Một phiên bản ngắn hơn, cũng là bằng tiếng Ba Lan, The Unlooked for Prince, được Louis Léger sưu tầm trong Contes Populaires Slaves và được Andrew Lang đưa vào Cuốn sách cổ tích màu xám. Josef Baudiš xuất bản phiên bản gốc tiếng Séc bằng tiếng Anh, tên là Kojata, trong cuốn sách truyện dân gian Séc The Key of Gold năm 1917 (tái bản năm 1922). Một phiên bản khác của câu chuyện, có tựa đề Kojata, xuất hiện trong A Book of Wizards của Ruth Manning-Sanders.

## Tóm tắt
Ngày xưa có một vị vua và một nữ hoàng không có con. Một ngày nọ, nhà vua đang đi du lịch (để săn bắn và quên đi nỗi buồn của mình theo phiên bản tiếng Ba Lan, hay để quan sát đất nước của mình theo phiên bản tiếng Nga) và khát nước. Ông tìm thấy một dòng suối với một chiếc cốc nổi trong đó. Cố lấy cốc không thành công; nó luôn lảng tránh tay ông. Khi ông uống trực tiếp, một sinh vật trong giếng (Vua Kostiei ở Ba Lan), đã bám lấy râu và không thả ra cho ông cho đến khi ông ta hứa sẽ cho nó một thứ: ở trong phiên bản tiếng Ba Lan, thứ quý giá nhất trong cung điện của ông, không phải là ở đó khi ông rời khỏi nó; trong khi phiên bản tiếng Nga, là một cái gì đó ông ta không biết gì về, và ông sẽ tìm thấy gì khi trở về nhà.
Ông ấy đã hứa. Khi trở về, ông thấy vợ mình có một đứa con trai. Ông ta không nói với ai về việc trao đổi, nhưng khi hoàng tử trưởng thành, một ông già xuất hiện trong rừng và bảo anh ta nói với cha mình về lời hứa ngày xưa. Khi ông nói với nhà vua, nhà vua đã nói với ông sự thật. Hoàng tử lên đường trả nó.
Anh đến một cái hồ nơi ba mươi con vịt (tiếng Nga) hoặc mười hai con ngỗng (tiếng Ba Lan) đang bơi, và nơi có quần áo trên bờ. Anh lấy một cái. Những con chim đã lên bờ, thay đổi thành những phụ nữ và tự mặc quần áo, ngoại trừ người mà anh ta đang giữ trang phục. Người đó, như một con chim, nhìn về, và cầu xin hoàng tử trả lại quần áo cho cô. Anh ấy đã làm như vậy. Cô biết ơn, nói với anh rằng cô là con gái út của người đàn ông mà anh đã hứa, và hứa sẽ giúp đỡ anh. Cô nói với anh rằng khi anh đến gặp cha của cô, anh phải quỳ xuống, không hề sợ hãi.
Anh vâng lời cô, mặc dù cha cô đã hét lên đầy sợ hãi. Khi ông ta gần chạm vào anh ta, cha cô đã cười và nói rằng thật tốt khi anh ta không sợ hãi. Vào buổi sáng, ông ra lệnh cho hoàng tử xây cho ông một cung điện bằng đá cẩm thạch trong một ngày. Anh ta về phòng, con gái đến với anh ta như một con ong, và hứa sẽ làm điều đó cho anh ta, và ngày hôm sau, cung điện được xây dựng. Ngày hôm sau, anh ta yêu cầu hoàng tử chọn ra cô con gái út của mình từ các chị gái. Cô nói với anh rằng cô sẽ là người có bọ rùa trên mí mắt (tiếng Ba Lan) hoặc con ruồi trên má cô (tiếng Nga), và anh đã có thể tìm thấy cô. Ngày thứ ba, anh ta nói với hoàng tử làm cho anh ta một đôi giày. Hoàng tử không phải là thợ đóng giày, và cô con gái út nói với anh rằng họ phải chạy trốn. Cô nhổ nước bọt trên mặt đất (tiếng Ba Lan) hoặc thở trên cửa sổ và làm đóng băng (tiếng Nga), và họ bỏ chạy. Khi những người hầu đến vì hoàng tử, những giọt nước bọt hoặc sương giá đã khóa họ lại. Cuối cùng, ông ra lệnh phá cửa, đuổi theo hành trình của họ.
Những người hầu đuổi theo họ. Cô gái biến mình thành một dòng sông, hoàng tử vào cây cầu và đặt ba con đường vào rừng qua cây cầu. Những người hầu, không biết đường nào để đi, quay lại. Cha cô nói với họ rằng họ là cây cầu và dòng sông. Khi những người hầu trở về, thiếu nữ biến mình và hoàng tử thành một khu rừng rậm rạp, với nhiều lối đi, và những người hầu bị lạc và không thể tìm thấy họ. Khi họ trở về, cha cô quyết định tự mình đuổi theo họ. Cô gái nói rằng anh ta không thể đi xa hơn nhà thờ đầu tiên. Cô đòi thánh giá của anh. Với nó, cô biến mình thành một nhà thờ và hoàng tử là một linh mục. Cha cô hỏi thăm nếu linh mục đã nhìn thấy họ, và ông nói rằng họ đã vượt qua và đã gửi lời chào. Bố cô phải quay lại.
Phiên bản tiếng Ba Lan ngắn hơn kết thúc tại đây.
Trong các biến thể của tiếng Nga và Ba Lan dài hơn, họ đã đến một thị trấn. Hoàng tử khăng khăng muốn đi tham quan nó. Cô cảnh báo anh rằng nhà vua và hoàng hậu sẽ dẫn ra một đứa trẻ nhỏ, nhưng anh không được hôn nó, nếu không anh sẽ quên cô. Cô biến thành một cột mốc để chờ đợi anh, nhưng anh đã hôn đứa trẻ và quên cô. Cô biến mình thành một bông hoa bị chà đạp. Một ông già đã cứu sống và cấy ghép cho cô, và thấy rằng bất cứ khi nào ông ta đi ra ngoài, thì công việc nhà đã xong. Một phù thủy khuyên ông ta chờ đợi và ném một miếng vải lên bất cứ thứ gì có thể di chuyển. Điều này tiết lộ tung tích cô ấy, và ông ấy nói rằng hoàng tử sẽ kết hôn. Cô đi dự tiệc và nhờ đầu bếp cho cô làm bánh cưới. Khi nó bị cắt, hai con chim bồ câu bay ra, và một trong số chúng cầu xin người kia đừng từ bỏ nó, vì hoàng tử đã bỏ rơi thiếu nữ. Hoàng tử đứng dậy ngay lập tức, tìm thấy cô, tìm thấy con ngựa của mình và cùng cô đến vương quốc của cha mình.